# 向津具半島
向津具半島（むかつくはんとう）は、山口県長門市にある、日本海に突出する半島である。突端部の「川尻岬」は本州最西北端地点である。

## 概要
山口県北西部、かつての油谷町・日置町域にあたり、2005年（平成17年）3月22日から長門市である。旧油谷町域の半島西部には、1954年（昭和29年）以前に向津具村（むかつくそん）があった。
「むかつく」という地名由来には、かつてこの地が「向国（むかつくに）」や「向津（むこうつ）」とよばれ、それが転じたとする説がある。
半島は、長門市本土から西向きに海に伸び、本州最西北端の地である川尻岬に達する。その南西部では陸繋島の「油谷島」と「俵島（国の名勝・天然記念物 ）」に連絡し、油谷湾を形成する。油谷湾に面した油谷向津具下久津にある二尊院という寺院には、安史の乱で殺害されたはずの楊貴妃が、ひそかに殺害を免れていてこの地に漂着したとする「楊貴妃伝説」が伝わる。
東側の半島付け根には景勝地として知られる「千畳敷」の台地が広がる。また 日本の棚田百選に選定された「東後畑の棚田」や、ため池百選選定の「深田ため池」もあり、風光明媚な景観に恵まれている。